# Manfredo I da Correggio
Manfredo I da Correggio (Correggio, ... – Correggio, febbraio 1476) è stato un condottiero e politico italiano, conte di Correggio.

## Biografia
Era figlio di Gherardo VI da Correggio, signore di Correggio.
Creato cavaliere, fu al servizio della Repubblica di Venezia, passò quindi assieme al fratello Giberto al servizio di Francesco Sforza. Questi, divenuto duca di Milano, vantò pretese sul feudo di Correggio e costrinse Manfredo a passare al soldo degli Estensi nel 1450, che lo impiegarono contro Lucca.
Nel 1452 fu al servizio del re di Napoli Alfonso d'Aragona.
Divenne conte di Correggio nel 1455 assieme assieme al fratello Antonio, che già condivideva la signoria col cugino Niccolò I. Nel 1469 Antonio, con l'appoggio dei Pio di Savoia, cercò di eliminare Manfredo, che si sottrasse alla congiura, forse ordita dal duca di Milano. Con l'aiuto di Borso d'Este riuscì a conservare il potere e a mantenere l'autonomia del proprio feudo.
Testò il 25 febbraio 1476 e morì pochi giorni dopo;.

## Discendenza
Manfredo sposò Agnese (?-1474), figlia di Marco I Pio, signore di Carpi; ebbero sei figli:
- Elisabetta, sposò Gianfrancesco Michelotti, conte di Castel della Pieve
- Maddalena, sposò nel 1471 il conte Maffeo Gambara di Brescia (?-1498)
- Giberto (?-1518), conte di Correggio
- Borso (?-1504), conte di Correggio
- Galasso (?-in battaglia a Fornovo 6 luglio 1495), Capitano delle Armate del Duca di Ferrara dal 1476, Capitano delle Armate del Duca di Milano dal 1482, Capitano delle Armate Pontificie dal 1494, Capitano delle Armate del Duca di Ferrara nel 1495, nel febbraio del 1495 passò agli stipendi del Duca di Milano.
- Veronica, sposò Giacomo Antonio Sanvitale di Parma (?-1511)

## Ascendenza
|                          |   |                       | Genitori                 |  |  | Nonni |  |  | Bisnonni              |  |  | Trisnonni                |  |
|                          |   |                       |                          |  |  |       |  |  | Guido IV da Correggio |  |  | Giberto III da Correggio |  |
|                          |   |                       |                          |  |  |       |  |  | Guido IV da Correggio |  |  | Giberto III da Correggio |  |
|                          |   | …                     |                          |  |  |       |  |  | Guido IV da Correggio |  |  |                          |  |
| Giberto IV da Correggio  |   |                       |                          |  |  |       |  |  | Guido IV da Correggio |  |  |                          |  |
|                          |   | Guidaccia della Palù  | …                        |  |  |       |  |  |                       |  |  |                          |  |
|                          |   | Guidaccia della Palù  | …                        |  |  |       |  |  |                       |  |  |                          |  |
|                          |   | Guidaccia della Palù  | …                        |  |  |       |  |  |                       |  |  |                          |  |
| Gherardo VI da Correggio |   | Guidaccia della Palù  |                          |  |  |       |  |  |                       |  |  |                          |  |
|                          |   | Galasso I Pio         | Manfredo I Pio           |  |  |       |  |  |                       |  |  |                          |  |
|                          |   | Galasso I Pio         | Manfredo I Pio           |  |  |       |  |  |                       |  |  |                          |  |
|                          |   | Galasso I Pio         | Fiandrina de' Bocchi     |  |  |       |  |  |                       |  |  |                          |  |
| Orsolina Pio             |   | Galasso I Pio         |                          |  |  |       |  |  |                       |  |  |                          |  |
|                          |   | Beatrice da Correggio | Giberto III da Correggio |  |  |       |  |  |                       |  |  |                          |  |
|                          |   | Beatrice da Correggio | Giberto III da Correggio |  |  |       |  |  |                       |  |  |                          |  |
|                          |   | Beatrice da Correggio | Elena Malaspina          |  |  |       |  |  |                       |  |  |                          |  |
| Manfredo I da Correggio  |   | Beatrice da Correggio |                          |  |  |       |  |  |                       |  |  |                          |  |
|                          | … | …                     |                          |  |  |       |  |  |                       |  |  |                          |  |
|                          | … | …                     |                          |  |  |       |  |  |                       |  |  |                          |  |
|                          | … | …                     |                          |  |  |       |  |  |                       |  |  |                          |  |
| …                        | … |                       |                          |  |  |       |  |  |                       |  |  |                          |  |
|                          |   | …                     | …                        |  |  |       |  |  |                       |  |  |                          |  |
|                          |   | …                     | …                        |  |  |       |  |  |                       |  |  |                          |  |
|                          |   | …                     | …                        |  |  |       |  |  |                       |  |  |                          |  |
| …                        |   | …                     |                          |  |  |       |  |  |                       |  |  |                          |  |
|                          |   | …                     | …                        |  |  |       |  |  |                       |  |  |                          |  |
|                          |   | …                     | …                        |  |  |       |  |  |                       |  |  |                          |  |
|                          |   | …                     | …                        |  |  |       |  |  |                       |  |  |                          |  |
| …                        |   | …                     |                          |  |  |       |  |  |                       |  |  |                          |  |
|                          |   | …                     | …                        |  |  |       |  |  |                       |  |  |                          |  |
|                          |   | …                     | …                        |  |  |       |  |  |                       |  |  |                          |  |
|                          |   | …                     | …                        |  |  |       |  |  |                       |  |  |                          |  |
|                          |   | …                     |                          |  |  |       |  |  |                       |  |  |                          |  |